# Elizabeth Fitzalan
Elizabeth Fitzalan (1366 – 8. července 1425, Wighill) byla anglická šlechtična a vévodkyně z Norfolku.
Přes svou nejstarší dceru Lady Margaret Mowbray byla předkyní královny Anny Boleynové a Kateřiny Howardové. Mezi její další významné potomky patří Charles Brandon, 1. vévoda ze Suffolku, Thomas Stanley, 1. hrabě z Derby, Sir Thomas Wyatt a Jana Greyová.

## Život
Narodila se roku 1366 v hrabství Derbyshire jako dcera Richarda Fitzalana, 4. hraběte z Arundelu a Elizabeth de Bohun.
Měla pět manželů a sedm dětí:
- Sir William Montacute, nejstarší syn Williama Montagu, 2. hraběte ze Salisbury
- Thomas de Mowbray, 1. vévoda z Norfolku
  - Thomas de Mowbray (nar. 1385)
  - Margaret de Mowbray (nar. 1388)
  - John Mowbray (nar. 1392)
  - Isabel de Mowbray (nar. 1396)
  - Elizabeth de Mowbray (nar. 1398)
- Sir Robert Goushill či Gousell z Hoveringhamu
  - Elizabeth Goushill (nar. 1402)
  - Joan či Jean Goushill (nar. 1409)
- Sir Gerard Usflete
- Edward Le Despencer

Zemřela 8. července 1425 ve Wighillu. Pohřbena byla vedle svého třetího manžela v kostele svatého Michaela ve Hoveringhamu.